# John Joseph Kennedy

Bischofswappen von John Joseph Kennedy

John Joseph Kennedy (* 15. Juli 1968 in Dublin) ist ein irischer römisch-katholischer Geistlicher und Kurienerzbischof.

## Leben
John Joseph Kennedy empfing am 13. Juli 1993 das Sakrament der Priesterweihe für das Erzbistum Dublin. Nach weiteren Studien wurde er 2010 an der Päpstlichen Universität Gregoriana in Rom mit einer Dissertation zum Thema  The marriage of the developmentally disabled im Fach Kanonisches Recht promoviert. Nach Tätigkeiten in der Pfarrseelsorge seiner Heimatdiözese war er ab 2003 Mitarbeiter der Kongregation für die Glaubenslehre, in der er ab 2017 Leiter der Disziplinarabteilung war.
Am 23. April 2022 ernannte ihn Papst Franziskus zum Sekretär der Kongregation für die Glaubenslehre für deren Disziplinarabteilung, zunächst ohne ihn in den Bischofsrang zu erheben. Am 29. Juli 2024 ernannte ihn Papst Franziskus zudem zum Titularerzbischof von Absorus. Der Präfekt des Dikasteriums für die Glaubenslehre, Víctor Manuel Kardinal Fernández, spendete ihm und dem mit ihm zum Bischof ernannten Untersekretär desselben Dikasteriums, Philippe Curbelié, am 28. September desselben Jahres im Petersdom die Bischofsweihe. Mitkonsekratoren waren der Erzbischof von Dublin, Dermot Pius Farrell, und der Erzbischof von Toulouse, Guy de Kerimel.